# Place de la Commune-de-Paris (Paris)
Pour les articles homonymes, voir Place de la Commune-de-Paris.
La place de la Commune-de-Paris est une voie située sur la Butte-aux-Cailles dans le quartier de la Maison Blanche du 13e arrondissement de Paris.

## Situation et accès
Cette place est délimitée par le croisement des trois rues de la Butte-aux-Cailles, de l'Espérance et Buot.
La place de la Commune-de-Paris est desservie à proximité par la ligne 6 à la station Corvisart.

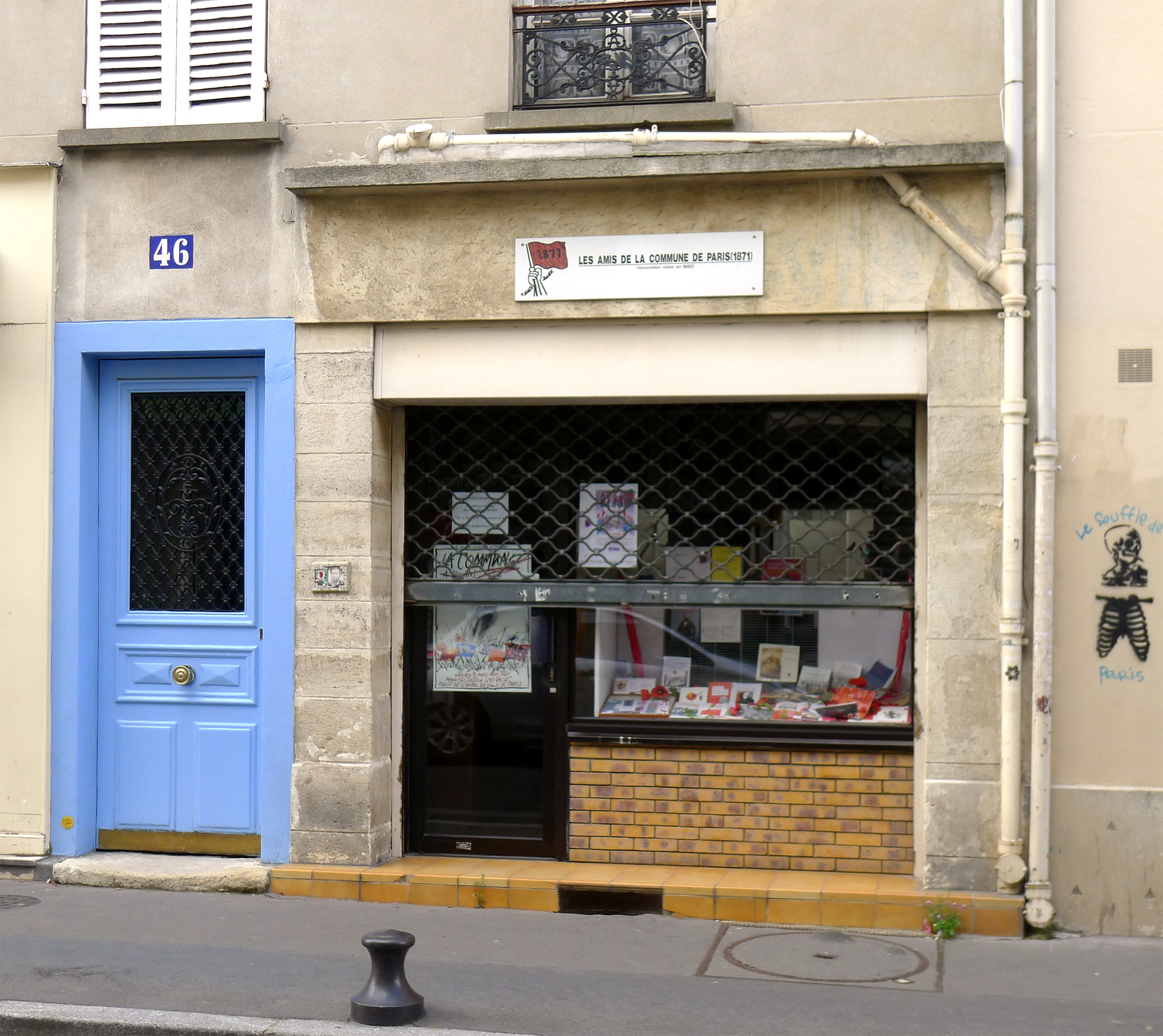
Le no 46 de la rue des Cinq-Diamants.

## Origine du nom
La place doit son nom aux commémorations des événements de la Commune de Paris de 1871 en raison de la défense du site, lors de la bataille de la Butte-aux-Cailles, menée par les « Fédérés de la Butte-aux-Cailles », commandés par Walery Wroblewski, contre les Versaillais. Le quartier est en effet un haut-lieu de mémoire de cet événement historique avec notamment la présence de l'association des amis de la Commune de Paris (1871) située tout à côté au 46, rue des Cinq-Diamants.

## Historique
Cette place qui est créée sur l'emprise des rues de la Butte-aux-Cailles, Buot et de l'Espérance prend la dénomination de « place de la Commune-de-Paris » par arrêté municipal du 12 octobre 1999.

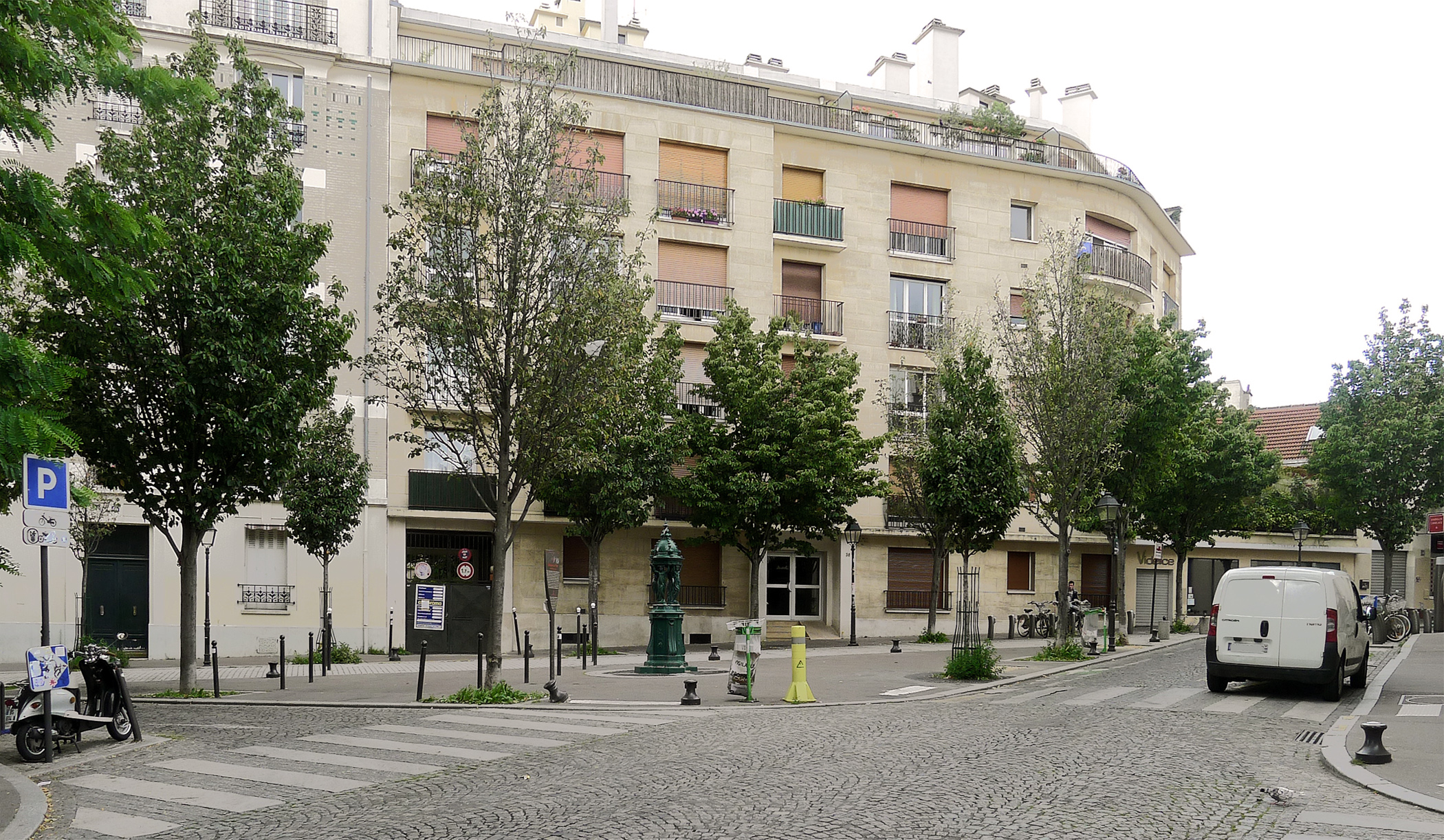
Place vue du sud.
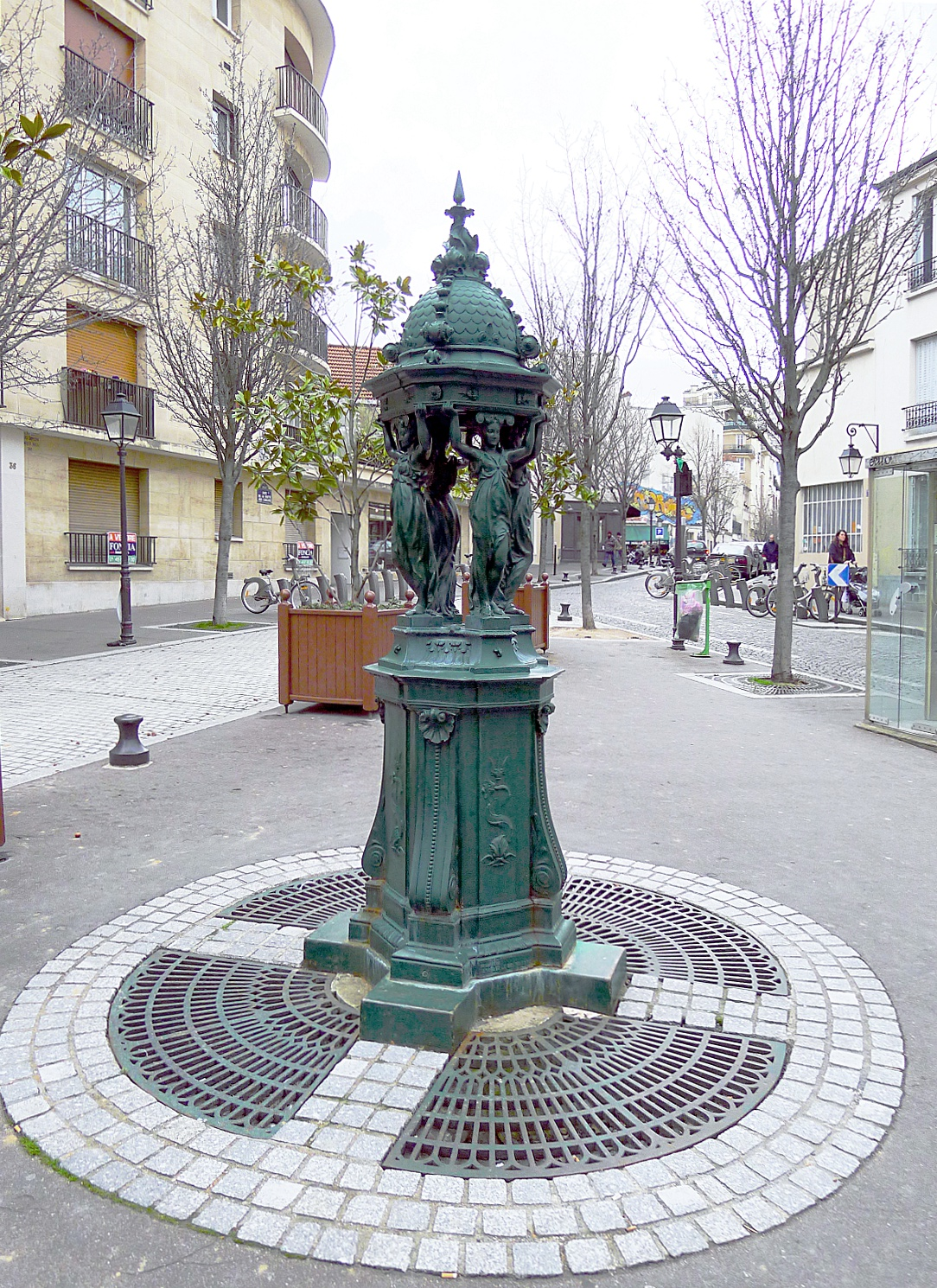
La fontaine Wallace.

## Bâtiments remarquables et lieux de mémoire
- Une fontaine Wallace est installée sur la place.